# Edelényi Gábor
Edelényi Gábor (Budapest, 1941. június 26. – 2019. május 28. vagy előtte) magyar operatőr, szerkesztő-riporter.

## Életpályája
1960 és 1964 között a Csepel Vas- és Fémművek, 1964 és 1971 között a Konzervipari Tröszt- és Kutató Intézet dolgozója volt. 1971 és 1997 között a Magyar Televízió, 1997 és 2006 között a Duna Televízió operatőre, szerkesztő-riportere volt. Operatőri diplomát 1979-ben a Színház- és Filmművészeti Főiskolán szerzett.
Az 1960-as években a külsős tudósítója lett az akkor szerveződő tv-híradónak. 1964-től készített számtalan riportot. Egyidejűleg szintén külsősként sok tévéjáték, helyszíni közvetítés résztvevője volt. 1971-től a tv-híradó állandó munkatársa lett. Repülős kapcsolatai révén az 1980-as évektől kezdve egyre többször szerzett lehetőséget levegőből történő fényképezésre vagy légiközlekedésre riportkészítéshez. 1986-ban Az ég katonái című dokumentumfilm készítése során az akkori Honvédelmi Minisztériumtól egy helikoptert szerzett a híradó számára, állandó használatra. 1986 és 1991 között számos emlékezetes tudósítást készített, többek között az 1987-es januári havazásról és a taxisblokádról. 1997-től a Duna Televíziónak dolgozott, elsősorban a híradónak készített tudósításokat.

## Filmjei
- Légi irányítók (1976, diploma film)
- Spanyolország más (1974, szerkesztő: Regős Sándor)
- Kós Károly portré (1973, szerkesztő: Pálfy G. István)
- Portugál forradalom riportsorozat (1974, szerkesztő: Regős Sándor)
- Magyar Hetek Milánóban (1976, szerkesztő: Behyna Károly)
- Szibéria: BAM vasút (1976, szerkesztő: Elek János)
- Közel-keleti riportsorozat (1979, szerkesztő: Behyna Károly)
- Munkanélküliség Angliában (1984, szerkesztő: Sugár András)
- Palesztin parlament Tunéziában (1985, szerkesztő: Chrudinák Alajos)
- A kötelék (1983)
- A szárnyak nehezen pihennek (1985)
- Az ég katonái (1986)
- Műrepülő Világbajnokság Békéscsaba riportsorozat (1984)
- Évmilliók emlékei (1986)
- Zinnowatz egy napja (1988, szerkesztő: Sugár András)
- TV-t minden iskolának (1970, szerkesztő: Borus Rózsa,  rendező: Orbók Endre)
- Chile ma (1990, szerkesztő: Róbert László, gyártásvezető: Darida Károly)

## Díjai
- Sajtópáholy-díj – az év operatőre (1995)
- Bibó István-díj